# Нова Весь (гміна Новогродзець)
Нова Весь (пол. Nowa Wieś, нім. Neundorf) — село в Польщі, у гміні Новогродзець Болеславецького повіту Нижньосілезького воєводства.
Населення — 610 осіб (2011).
У 1975-1998 роках село належало до Єленьогурського воєводства.

## Демографія
Демографічна структура станом на 31 березня 2011 року:
|          | Загалом | Допрацездатний вік | Працездатний вік | Постпрацездатний вік |
| -------- | ------- | ------------------ | ---------------- | -------------------- |
| Чоловіки | 306     | 64                 | 216              | 26                   |
| Жінки    | 304     | 62                 | 179              | 63                   |
| Разом    | 610     | 126                | 395              | 89                   |